# Posta (Latium)
Posta ist eine italienische Gemeinde mit 554 Einwohnern (Stand 31. Dezember 2023) in der Provinz Rieti in der Region Latium.

## Geographie
Posta liegt 112 km nordöstlich von Rom, 67 km südwestlich von Ascoli Piceno und 37 km nordöstlich von Rieti im Tal des Velino, umgeben von den Bergen der Reatinischen Abruzzen. Südlich des Ortes ergießt sich der Fluss in die eindrucksvollen Gole del Velino (Schluchten des Velino). Posta ist Mitglied der Comunità Montana del Velino.
Das Gemeindegebiet erstreckt sich über eine Höhendifferenz von 557 bis 2081 Meter über Meereshöhe. Zur Gemeinde gehören die Ortsteile Bacugno, Favischio, Figino, Fontarello, Picciame, Sigillo, Steccato und Villa Camponeschi.
Die Gemeinde befindet sich in der Erdbebenzone 1 (stark gefährdet).
Die Nachbargemeinden sind Borbona, Cittareale, Leonessa, Micigliano und Montereale (AQ).

## Verkehr
Das Gemeindegebiet von Posta wird von der Via Salaria SS 4, die von Rom über Ascoli Piceno an die Adriaküste bei Porto d’Ascoli führt, durchzogen.
Der nächste Bahnhof ist in Antrodoco an der Bahnstrecke Terni – Sulmona in 15 km Entfernung.

## Geschichte
An der Stelle des heutigen Ortsteils Bacugno lag das antike Forum Decii. Der heutige Ort Posta hat seinen Namen von einer Poststation an der Via Salaria. 1298 gründete König Karl II. die Siedlung, die sein Nachfolger Robert der Weise mit der Post ausstattete und Posta Reale nannte, die auch eine Zollerhebungsstätte wurde. Von 1572 bis 1586 war sie im Besitz von Margarethe von Österreich, Tochter von Kaiser Karl V., dann der Farnese. Im Jahre 1703 zerstörte ein Erdbeben den Ort beträchtlich, und 1799 widersetzten sich die Einwohner französischen Invasionstruppen. 1806 wurde Posta der Sitz eines Verwaltungsbezirkes, eines Circondario, um 1861 zu Italien zu gelangen.

## Bevölkerungsentwicklung
| Jahr      | 1861 | 1881 | 1901 | 1921 | 1936 | 1951 | 1971 | 1991 | 2001 |
| --------- | ---- | ---- | ---- | ---- | ---- | ---- | ---- | ---- | ---- |
| Einwohner | 2201 | 2230 | 2436 | 2537 | 2185 | 1919 | 1202 | 919  | 824  |

Quelle: ISTAT

## Politik
Achille Pacifici (Lista Civica: Andare Avanti) wurde am 26. Mai 2019 zum Bürgermeister gewählt. 